# Atletiek op de Paralympische Zomerspelen 2020
Op de XVIe Paralympische Zomerspelen, die in 2021 werden gehouden in Tokio, Japan, was atletiek een van de 23 sporten die werden beoefend.

## Medaillespiegel
| Plaats | Land                | NPC | Goud | Zilver | Brons | Totaal |
| 1      | China               | CHN | 27   | 13     | 11    | 51     |
| 2      | Russisch Team       | RPC | 12   | 13     | 13    | 38     |
| 3      | Verenigde Staten    | USA | 10   | 17     | 14    | 41     |
| 4      | Verenigd Koninkrijk | GBR | 9    | 5      | 10    | 24     |
| 5      | Brazilië            | BRA | 8    | 9      | 11    | 28     |
| 6      | Zwitserland         | SUI | 7    | 3      | 2     | 12     |
| 7      | Oekraïne            | UKR | 6    | 15     | 3     | 24     |
| 8      | Iran                | IRI | 5    | 6      | 0     | 11     |
| 9      | Polen               | POL | 5    | 3      | 3     | 11     |
| 10     | Oezbekistan         | UZB | 5    | 2      | 2     | 9      |

## Uitslagen
LegendaWR = Wereldrecord   PR = Paralympisch record  ER = Europees record 

### Hardlopen

#### 100 m
| Mannen    | Mannen   | Mannen | Mannen                       | Mannen | Mannen                     | Mannen | Mannen                      |
| Klasse    | Tijd (s) | Goud   | Goud                         | Zilver | Zilver                     | Brons  | Brons                       |
| --------- | -------- | ------ | ---------------------------- | ------ | -------------------------- | ------ | --------------------------- |
| T11       | 10,82    | GRE    | Athanasios Ghavelas          | FRA    | Timothée Adolphe           | CHN    | Di Dongdong                 |
| T12       | 10,43    | NOR    | Salum Ageze Kashafali        | USA    | Noah Malone                | RPC    | Roman Tarasow               |
| T13       | 10,53    | IRL    | Jason Smyth                  | ALG    | Skander Djamil Athmani     | COL    | Jean Carlos Mina Aponza     |
| T33       | 17,73    | GBR    | Andrew Small                 | KUW    | Ahmad Almutairi            | GBR    | Harri Jenkins               |
| T34       | 15,01    | TUN    | Walid Ktila                  | AUS    | Rheed McCracken            | UAE    | Mohamed Hammadi             |
| T35       | 11,39    | RPC    | Dmitri Safronow              | UKR    | Ihor Zwjetow               | RPC    | Artem Kalaschjan            |
| T36       | 11,85    | CHN    | Deng Peicheng                | AUS    | James Turner               | ARG    | Alexis Sebastian Chavez     |
| T37       | 10,95    | USA    | Nick Mayhugh                 | RPC    | Andrei Wdowin              | INA    | Saptoyoga Purnomo           |
| T38       | 10,94    | GBR    | Thomas Young                 | CHN    | Zhu Dening                 | AUS    | Evan O'Hanlon               |
| T45/46/47 | 10,53    | BRA    | Petrucio Ferreira dos Santos | POL    | Michał Derus               | BRA    | Washington Junior           |
| T51       | 20,33    | BEL    | Peter Genyn                  | FIN    | Toni Piispanen             | BEL    | Roger Habsch                |
| T52       | 16,99    | USA    | Raymond Martin               | JPN    | Yuki Oya                   | MEX    | L. De Jesus Perez Juarez    |
| T53       | 14,20    | THA    | Pongsakorn Paeyo             | CAN    | Brent Lakatos              | KSA    | Abdulrahman Al-Qurashi      |
| T54       | 13,76    | THA    | Athiwat Paeng-nuea           | FIN    | Leo-Pekka Tähti            | MEX    | Juan Pablo Cervantes García |
| T63       | 12,04    | RPC    | Anton Prochorow              | BRA    | V. Goncalves Rodrigues     | GER    | Léon Schäfer                |
| T64       | 10,76    | GER    | Felix Streng                 | CRC    | Sherman Isidro Guity Guity | GER    | Johannes Floors             |
| T64       | 10,76    | GER    | Felix Streng                 | CRC    | Sherman Isidro Guity Guity | GBR    | Jonnie Peacock              |

| Vrouwen   | Vrouwen  | Vrouwen | Vrouwen              | Vrouwen | Vrouwen              | Vrouwen | Vrouwen                                |
| Klasse    | Tijd (s) | Goud    | Goud                 | Zilver  | Zilver               | Brons   | Brons                                  |
| --------- | -------- | ------- | -------------------- | ------- | -------------------- | ------- | -------------------------------------- |
| T11       | 12,05    | VEN     | L.P. Perez Lopez     | CHN     | Liu Cuiqing          |         | Er is geen bronzen medaille uitgereikt |
| T12       | 11,49    | CUB     | Omara Durand Elias   | UKR     | Oksana Boturtschuk   | CHN     | Liang Yanfen                           |
| T13       | 11,49    | ESP     | A. Iglesias Forneiro | AZE     | Lamiya Valiyeva      | USA     | Kym Crosby                             |
| T33/34    | 16,39    | GBR     | Hannah Cockroft      | GBR     | Kare Adenegan        | AUS     | Robyn Lambird                          |
| T35       | 13,00    | CHN     | Zhou Xia             | AUS     | Isis Holt            | GBR     | Maria Lyle                             |
| T36       | 16,39    | CHN     | Shi Yiting           | RPC     | Elena Ivanova        | AUS     | Danielle Aitchison                     |
| T37       | 13,00    | CHN     | Wen Xiaoyan          | USA     | Jaleen Roberts       | CHN     | Jiang Fenfen                           |
| T38       | 12,43    | GBR     | Sophie Hahn          | COL     | D.F. Jimenez Sanchez | GER     | Lindy Ave                              |
| T45/46/47 | 11,97    | VEN     | Lisbeli Vera Andrade | USA     | Brittni Mason        | USA     | Deja Young                             |
| T53       | 16,29    | CHN     | Gao Fang             | CHN     | Zhou Hongzhuan       | GBR     | Samantha Kinghorn                      |
| T54       | 15,90    | CHN     | Zhou Zhaoqian        | FIN     | Amanda Kotaja        | USA     | Cheri Madsen                           |
| T63       | 14,11    | ITA     | Ambra Sabatini       | ITA     | Martina Caironi\|    | ITA     | Monica Contrafatto                     |
| T64       | 12,78    | NED     | M. van Gansewinkel   | GER     | Irmgard Bensusan     | CAN     | M. Papaconstantinou                    |

#### 200 m
| Mannen | Mannen   | Mannen | Mannen                     | Mannen | Mannen            | Mannen | Mannen                    |
| Klasse | Tijd (s) | Goud   | Goud                       | Zilver | Zilver            | Brons  | Brons                     |
| ------ | -------- | ------ | -------------------------- | ------ | ----------------- | ------ | ------------------------- |
| T35    | 23,00    | RPC    | Dmitrii Safronov           | UKR    | Ihor Tsvietov     | RPC    | Artem Kalashian           |
| T37    | 21,91    | USA    | Nick Mayhugh               | RPC    | Andrey Vdovin     | BRA    | Ricardo Gomes de Mendonça |
| T51    | 36,81    | FIN    | Toni Piispanen             | BEL    | Peter Genyn       | BEL    | Roger Habsch              |
| T61    | 23,59    | RSA    | Ntando Mahlangu            | GBR    | Richard Whitehead | GER    | Ali Lacin                 |
| T64    | 21,43    | CRC    | Sherman Isidro Guity Guity | GER    | Felix Streng      | USA    | Jarryd Wallace            |

| Vrouwen   | Vrouwen  | Vrouwen | Vrouwen                     | Vrouwen | Vrouwen                 | Vrouwen | Vrouwen                  |
| Klasse    | Tijd (s) | Goud    | Goud                        | Zilver  | Zilver                  | Brons   | Brons                    |
| --------- | -------- | ------- | --------------------------- | ------- | ----------------------- | ------- | ------------------------ |
| T11       | 24,94    | CHN     | Liu Cuiqing                 | BRA     | T.V. Simplicio da Silva | BRA     | Jerusa Geber dos Santos  |
| T12       | 23,02    | CUB     | Omara Durand Elias          | UKR     | Oksana Boturtschuk      | RPC     | Anna Kulinitsch-Sorokina |
| T35       | 27,17    | CHN     | Zhou Xia                    | AUS     | Isis Holt               | GBR     | Maria Lyle               |
| T36       | 28,21    | CHN     | Shi Yiting                  | NZL     | Danielle Aitchison      | ARG     | Yanina Andrea Martinez   |
| T37       | 26,58    | CHN     | Wen Xiaoyang                | CHN     | Jiang Fenfen            | FRA     | Mandy Francois-Elie      |
| T45/46/47 | 24,52    | VEN     | Lisbeli Marina Vera Andrade | USA     | Brittni Mason           | POL     | Alicja Fiodorow-Jeromin  |
| T64       | 26,22    | NED     | M. van Gansewinkel          | GER     | Irmgard Bensusan        | NED     | Kimberly Alkemade        |

#### 400 m
| Mannen    | Mannen   | Mannen | Mannen                   | Mannen | Mannen                 | Mannen | Mannen              |
| Klasse    | Tijd (s) | Goud   | Goud                     | Zilver | Zilver                 | Brons  | Brons               |
| --------- | -------- | ------ | ------------------------ | ------ | ---------------------- | ------ | ------------------- |
| T11       | 50,42    | ESP    | G. Descarrega Puigdevall | NAM    | Ananias Shikongo       | FRA    | Gauthier Makunda    |
| T12       | 47,59    | MAR    | Abdeslam Hili            | USA    | Noah Malone            | TUN    | Rouay Jebabli       |
| T13       | 46,70    | ALG    | Skander Djamil Athmani   | MAR    | Mohamed Amguoun        | NAM    | Johannes Nambala    |
| T20       | 47,63    | FRA    | Charles-Antoine Kouakou  | VEN    | Luis Rodriguez Bolivar | GBR    | Columba Blango      |
| T36       | 52,80    | AUS    | James Turner             | RPC    | Evgenii Shvetcov       | NZL    | William Stedman     |
| T37       | 49,34    | RPC    | Andrey Vdovin            | USA    | Nick Mayhugh           | RPC    | Chermen Kobesov     |
| T38       | 49,99    | MEX    | Jose Rodolfo Chessani    | TUN    | Mohamed Farhat Chida   | CAN    | Zachary Gingras     |
| T45/46/47 | 47,38    | MAR    | Ayoub Sadni              | BRA    | Thomaz Ruan de Moraes  | BRA    | Petrúcio Ferreira   |
| T51/52    | 55,39    | JPN    | Tomoki Sato              | USA    | Raymond Martin         | JPN    | Hirokazu Ueyonabaru |
| T53       | 46,61    | THA    | Pongsakorn Paeyo         | CAN    | Brent Lakatos          | RPC    | Witali Grizenko     |
| T54       | 45,72    | USA    | Daniel Romanchuk         | THA    | Athiwat Paeng-Nuea     | CHN    | Yunqiang Dai        |
| T62       | 45,85    | GER    | Johannes Floors          | NED    | Olivier Hendriks       | USA    | Hunter Woodhall     |

| Vrouwen   | Vrouwen  | Vrouwen | Vrouwen             | Vrouwen | Vrouwen                     | Vrouwen | Vrouwen                     |
| Klasse    | Tijd (s) | Goud    | Goud                | Zilver  | Zilver                      | Brons   | Brons                       |
| --------- | -------- | ------- | ------------------- | ------- | --------------------------- | ------- | --------------------------- |
| T11       | 56,25    | CHN     | Liu Cuiqing         | BRA     | Thalita Simplício           | MEX     | A.L. Pabon Mamian           |
| T12       | 52,58    | CUB     | Omara Durand Elias  | UKR     | Oxana Boturchuk             | VEN     | Alejandra Paola Pérez López |
| T13       | 55,00    | AZE     | Lamiya Valiyeva     | ESP     | A. Iglesias Forneiro        | USA     | Kym Crosby                  |
| T20       | 55,18    | USA     | Breanna Clark       | UKR     | Julija Schuljar             | BRA     | J. Felix Barbosa da Silva   |
| T37       | 1:01,36  | CHN     | Jiang Fenfen        | UKR     | Natalija Kobsar             | RSA     | Sheryl James                |
| T38       | 1:00,00  | GER     | Lindy Ave           | RPC     | Margarita Gontscharowa      | COL     | D.F. Jiménez Sánchez        |
| T45/46/47 | 56,05    | RSA     | Anrune Weyers       | VEN     | Lisbeli Marina Vera Andrade | RPC     | Anastassija Solowjewa       |
| T53       | 56,18    | SUI     | Catherine Debrunner | GBR     | Samantha Kinghorn           | CHN     | Zhou Hongzhuan              |
| T54       | 53,59    | SUI     | Manuela Schär       | USA     | Cheri Madsen                | CHN     | Zhou Zhaoqian               |

#### 800 m
| Mannen | Mannen     | Mannen | Mannen           | Mannen | Mannen            | Mannen | Mannen          |
| Klasse | Tijd (min) | Goud   | Goud             | Zilver | Zilver            | Brons  | Brons           |
| ------ | ---------- | ------ | ---------------- | ------ | ----------------- | ------ | --------------- |
| T33/34 | 1:45,50    | TUN    | Walid Ktila      | USA    | Mohamed Alhammadi | CHN    | Wang Yang       |
| T53    | 1:36,07    | THA    | Pongsakorn Paeyo | CAN    | Brent Lakatos     | FRA    | Pierre Fairbank |
| T54    | 1:33,68    | SUI    | Marcel Hug       | CHN    | Dai Yunqiang      | THA    | Saichon Konjen  |

| Vrouwen | Vrouwen    | Vrouwen | Vrouwen           | Vrouwen | Vrouwen          | Vrouwen | Vrouwen             |
| Klasse  | Tijd (min) | Goud    | Goud              | Zilver  | Zilver           | Brons   | Brons               |
| ------- | ---------- | ------- | ----------------- | ------- | ---------------- | ------- | ------------------- |
| T52/53  | 1:45,99    | AUS     | Madison De Rozari | CHN     | Zhou Hongzhuan   | SUI     | Catherine Debrunner |
| T54     | 1:42,81    | SUI     | Manuela Schär     | USA     | Tatyana McFadden | USA     | Susannah Scaroni    |

#### 1500 m
| Mannen | Mannen     | Mannen | Mannen                | Mannen | Mannen                | Mannen | Mannen              |
| Klasse | Tijd (min) | Goud   | Goud                  | Zilver | Zilver                | Brons  | Brons               |
| ------ | ---------- | ------ | --------------------- | ------ | --------------------- | ------ | ------------------- |
| T11    | 3:57,60    | BRA    | Yeltsin Jacques       | JPN    | Shinya Wada           | RPC    | Fedor Rudakov       |
| T12/13 | 3:54,04    | RPC    | Anton Kuliatin        | TUN    | Rouay Jebabli         | AUS    | Jaryd Clifford      |
| T20    | 3:54,57    | GBR    | Owen Miller           | RPC    | Alexandr Rabotnitskii | ITA    | Ndiaga Dieng        |
| T37/38 | 3:58,92    | CAN    | Nathan Riech          | ALG    | Abdelkrim Krai        | AUS    | Deon Kenzie         |
| T45/46 | 3:52,08    | RPC    | Alexander Jaremtschuk | BUL    | Christijan Stojanow   | UGA    | David Emong         |
| T51/52 | 3:29,13    | JPN    | Tomoki Sato           | USA    | Raymond Martin        | JPN    | Hirokazu Ueyonabaru |
| T53/54 | 2:49,55    | SUI    | Marcel Hug            | THA    | Prawat Wahoram        | THA    | Putharet Khongrak   |

| Vrouwen | Vrouwen    | Vrouwen | Vrouwen                   | Vrouwen | Vrouwen           | Vrouwen | Vrouwen               |
| Klasse  | Tijd (min) | Goud    | Goud                      | Zilver  | Zilver            | Brons   | Brons                 |
| ------- | ---------- | ------- | ------------------------- | ------- | ----------------- | ------- | --------------------- |
| T11     | 4:37,40    | MEX     | M.O. Rodriguez Saavedra   | RSA     | Louzanne Coetzee  | KEN     | Nancy Chelangat Koech |
| T12     | 4:23,24    | ETH     | Tigist Gezahagn Menigstu  | USA     | Liza Corso        | TUN     | Somaya Bousaid        |
| T20     | 4:27,84    | POL     | Barbara Bieganowska-Zajac | UKR     | Liudmyla Danylina | GBR     | Hannah Taunton        |
| T53/54  | 3:27,63    | CHN     | Zhou Zhaoqian             | SUI     | Manuela Schär     | AUS     | Madison de Rozario    |

#### 5000 m
| Mannen | Mannen     | Mannen | Mannen                   | Mannen | Mannen         | Mannen | Mannen            |
| Klasse | Tijd (min) | Goud   | Goud                     | Zilver | Zilver         | Brons  | Brons             |
| ------ | ---------- | ------ | ------------------------ | ------ | -------------- | ------ | ----------------- |
| T11    | 15:13,62   | BRA    | Yeltsin Jacques          | JPN    | Kenya Karasawa | JPN    | Shinya Wada       |
| T12/13 | 14:34,13   | ESP    | Yassine Ouhdadi El Ataby | AUS    | Jaryd Clifford | RPC    | Alexander Kostin  |
| T53/54 | 10:29,90   | SUI    | Marcel Hug               | CAN    | Brent Lakatos  | THA    | Putharet Khongrak |

| Vrouwen | Vrouwen    | Vrouwen | Vrouwen          | Vrouwen | Vrouwen       | Vrouwen | Vrouwen          |
| Klasse  | Tijd (min) | Goud    | Goud             | Zilver  | Zilver        | Brons   | Brons            |
| ------- | ---------- | ------- | ---------------- | ------- | ------------- | ------- | ---------------- |
| T53/54  | 10:52,57   | USA     | Susannah Scaroni | SUI     | Manuela Schär | USA     | Tatyana McFadden |

#### Marathon
| Mannen    | Mannen   | Mannen | Mannen           | Mannen | Mannen                      | Mannen | Mannen            |
| Klasse    | Tijd (h) | Goud   | Goud             | Zilver | Zilver                      | Brons  | Brons             |
| --------- | -------- | ------ | ---------------- | ------ | --------------------------- | ------ | ----------------- |
| T12/13    | 2:21:43  | MAR    | El Amin Chentouf | AUS    | Jaryd Clifford              | JPN    | Tadashi Horikoshi |
| T45/46    | 2:25:50  | CHN    | Li Chaoyan       | BRA    | Alex Douglas Pires da Silva | JPN    | Tsutomu Nagata    |
| T52/53/54 | 1:24:02  | SUI    | Marcel Hug       | CHN    | Zhang Yong                  | USA    | Daniel Romanchuk  |

| Vrouwen | Vrouwen  | Vrouwen | Vrouwen            | Vrouwen | Vrouwen       | Vrouwen | Vrouwen          |
| Klasse  | Tijd (h) | Goud    | Goud               | Zilver  | Zilver        | Brons   | Brons            |
| ------- | -------- | ------- | ------------------ | ------- | ------------- | ------- | ---------------- |
| T11/12  | 3:00:50  | JPN     | Misato Michishita  | RPC     | Elena Pautova | RSA     | Louzanne Coetzee |
| T53/54  | 1:38:11  | AUS     | Madison de Rozario | SUI     | Manuela Schär | NED     | Nikita den Boer  |

### Kegelwerpen
| Mannen | Mannen      | Mannen | Mannen        | Mannen | Mannen                    | Mannen | Mannen        |
| Klasse | Afstand (m) | Goud   | Goud          | Zilver | Zilver                    | Brons  | Brons         |
| ------ | ----------- | ------ | ------------- | ------ | ------------------------- | ------ | ------------- |
| F32    | 45,39       | CHN    | Liu Li        | GRE    | Athanasios Konstantinidis | ALG    | Walid Ferhah  |
| F51    | 35,42       | RPC    | Musa Taimazov | SRB    | Željko Dimitrijević       | SVK    | Marián Kuřeja |

| Vrouwen | Vrouwen     | Vrouwen | Vrouwen         | Vrouwen | Vrouwen                | Vrouwen | Vrouwen       |
| Klasse  | Afstand (m) | Goud    | Goud            | Zilver  | Zilver                 | Brons   | Brons         |
| ------- | ----------- | ------- | --------------- | ------- | ---------------------- | ------- | ------------- |
| F32     | 28,74       | POL     | Róża Kozakowska | UKR     | Anastassija Moskalenko | ALG     | Mounia Gasmi  |
| F51     | 25,12       | UKR     | Zoia Ovsii      | USA     | Cassie Mitchell        | RPC     | Elena Gorlova |

### Discuswerpen
| Mannen    | Mannen      | Mannen | Mannen                       | Mannen | Mannen           | Mannen | Mannen                       |
| Klasse    | Afstand (m) | Goud   | Goud                         | Zilver | Zilver           | Brons  | Brons                        |
| --------- | ----------- | ------ | ---------------------------- | ------ | ---------------- | ------ | ---------------------------- |
| F11       | 43,16       | BRA    | Alessandro Rodrigo da Silva  | IRI    | Mahdi Olad       | ITA    | Oney Tapia                   |
| F37       | 55,26       | PAK    | Haider Ali                   | UKR    | Mykola Zhabnyak  | BRA    | J.V. Teixeira de Souza Silva |
| F51/52    | 20,02       | POL    | Piotr Kosewicz               | CRO    | Velimir Sandor   | LAT    | Aigars Apinis                |
| F54/55/56 | 45,59       | BRA    | Claudiney Dos Santos Batista | IND    | Yogesh Kathuniya | CUB    | Leonardo Diaz Aldana         |
| F62/64    | 60,22       | USA    | Jeremy Campbell              | CRO    | Ivan Katanušić   | GBR    | Dan Greaves                  |

| Vrouwen   | Vrouwen     | Vrouwen | Vrouwen                   | Vrouwen | Vrouwen          | Vrouwen | Vrouwen                     |
| Klasse    | Afstand (m) | Goud    | Goud                      | Zilver  | Zilver           | Brons   | Brons                       |
| --------- | ----------- | ------- | ------------------------- | ------- | ---------------- | ------- | --------------------------- |
| F11       | 40,83       | CHN     | Liangmin Zhang            | ITA     | Assunta Legnante | COL     | Y.M. Restrepo Muñoz         |
| F37/38    | 38,50       | CHN     | Mi Na                     | CHN     | Li Yingli        | MEX     | Rosa Carolina Castro Castro |
| F40/41    | 37,91       | TUN     | Raoua Tlili               | MAR     | Youssra Karim    | MAR     | Hayat El Garaa              |
| F51/52/53 | 17,62       | BRA     | Elizabeth Rodrigues Gomes | UKR     | Iana Lebjedjewa  | UKR     | Soja Owsij                  |
| F56/57    | 31,46       | UZB     | Mokhigul Khamdamova       | ALG     | Nassima Saifi    | BRA     | Julyana Cristina da Silva   |
| F62/64    | 44,73       | CHN     | Yao Juan                  | CHN     | Yang Yue         | AUS     | Sarah Edmiston              |

### Speerwerpen
| Mannen       | Mannen      | Mannen | Mannen                     | Mannen | Mannen             | Mannen | Mannen                     |
| Klasse       | Afstand (m) | Goud   | Goud                       | Zilver | Zilver             | Brons  | Brons                      |
| ------------ | ----------- | ------ | -------------------------- | ------ | ------------------ | ------ | -------------------------- |
| F12/13       | 69,52       | GBR    | Daniel Pembroke            | IRI    | Ali Pirouj         | ESP    | Héctor Cabrera             |
| F33/34       | 40,05       | IRI    | Saeid Afrooz               | COL    | Mauricio Valencia  | COL    | D.F. Meneses Medina        |
| F38          | 60,31       | COL    | Jose Gregorio Lemos Rivas  | UKR    | Wladyslaw Bilyj    | COL    | L.F. Lucumi Villegas       |
| F40/41       | 47,13       | CHN    | Sun Pengxiang              | IRI    | Sadegh Beit Sayah  | IRQ    | Wildan Nukhailawi          |
| F45/46       | 67,79       | SRI    | D. P. Herath Mudiyanselage | IND    | Devendra Jhajharia | IND    | Sundar Singh Gurjar        |
| F53/54       | 31,35       | IRI    | Hamed Amiri                | RPC    | Alexey Kuznetsov   | USA    | Justin Phongsavanh         |
| F56/57       | 51,42       | AZE    | Hamed Heidari              | IRI    | Amanolah Papi      | BRA    | Cicero Valdiran Lins Nobre |
| F61/62/63/64 | 68,55       | IND    | Sumit Sumit                | AUS    | Michal Burian      | SRI    | Dulan Kodithuwakku         |

| Vrouwen | Vrouwen     | Vrouwen | Vrouwen              | Vrouwen | Vrouwen              | Vrouwen | Vrouwen            |
| Klasse  | Afstand (m) | Goud    | Goud                 | Zilver  | Zilver               | Brons   | Brons              |
| ------- | ----------- | ------- | -------------------- | ------- | -------------------- | ------- | ------------------ |
| F12/13  | 42,59       | UZB     | Nozimakhon Kayumova  | CHN     | Zhao Yuping          | BLR     | Lisaweta Pjatrenka |
| F33/34  | 22,28       | CHN     | Zou Lijuan           | GER     | Frances Herrmann     | FIN     | Marjaana Heikkinen |
| F45/46  | 40,99       | NZL     | Holly Robinson       | NED     | Noëlle Roorda        | GBR     | Hollie Arnold      |
| F53/54  | 19,39       | NGR     | Flora Ugwunwa        | UZB     | Nurkhon Kurbanova    | CHN     | Yang Liwan         |
| F55/56  | 24,50       | IRI     | Hashemiyeh Motaghian | BRA     | Raíssa Rocha Machado | LAT     | Diāna Dadzīte      |

### Kogelstoten
| Mannen | Mannen      | Mannen | Mannen              | Mannen | Mannen                      | Mannen | Mannen                       |
| Klasse | Afstand (m) | Goud   | Goud                | Zilver | Zilver                      | Brons  | Brons                        |
| ------ | ----------- | ------ | ------------------- | ------ | --------------------------- | ------ | ---------------------------- |
| F11    | 14,43       | IRI    | Mahdi Olad          | BRA    | Alessandro Rodrigo da Silva | ITA    | Oney Tapia                   |
| F12    | 17,04       | ESP    | Kim Lopez Gonzalez  | UKR    | Roman Danyljuk              | UZB    | Elbek Sultonov               |
| F20    | 17,33       | UKR    | Maksym Koval        | UKR    | Oleksandr Yarovyi           | GRE    | Efstratios Nikolaidis        |
| F32    | 12,97       | CHN    | Liu Li              | RPC    | Aleksei Churkin             | OMA    | Mohammed Al Mashaykhi        |
| F33    | 11,37       | MAR    | Zakariae Derhem     | ALG    | Kamel Kardjena              | CRO    | Deni Černi                   |
| F34    | 12,25       | JOR    | Ahmad Hindi         | MAR    | Azeddine Nouiri             | QAT    | Abdulrahman Abdulqadir Fiqi  |
| F35    | 16,13       | UZB    | Khusniddin Norbekov | ARG    | Hernán Emanuel Urra         | CHN    | Fu Xinhan                    |
| F36    | 16,67       | RPC    | Vladimir Sviridov   | TUN    | Yassine Guenichi            | GER    | Sebastian Dietz              |
| F37    | 15,78       | RPC    | Albert Chintschagow | TUN    | Ahmed Ben Moslah            | BRA    | J.V. Teixeira de Souza Silva |
| F40    | 11,16       | RPC    | Denis Gnesdilow     | IRQ    | Garrah Tnaiash              | POR    | Miguel Marques Monteiro      |
| F41    | 14,06 OR    | UZB    | Bobirjon Omonov     | USA    | Hagan Landry                | GER    | Niko Kappel                  |
| F45/46 | 16,75       | CAN    | Greg Stewart        | RPC    | Nikita Prokhorov            | USA    | Joshua Cinnamo               |
| F53    | 8,77        | AZE    | Elvin Astanov       | IRI    | Alireza Mokhtari Hemami     | CZE    | Alireza Mokhtari Hemami      |
| F54/55 | 12,63       | BRA    | Wallace Santos      | BUL    | Ruzhdi Ruzhdi               | POL    | Lech Stoltman                |
| F56/57 | 15,00       | CHN    | Wu Guoshan          | BRA    | Marco Aurélio Borges        | BRA    | Thiago Paulino dos Santos    |
| F61/63 | 15,33       | GBR    | Aled Davies         | IRI    | Sajad Mohammadian           | KUW    | Faisal Sorour                |

| Vrouwen | Vrouwen     | Vrouwen | Vrouwen                      | Vrouwen | Vrouwen                 | Vrouwen | Vrouwen               |
| Klasse  | Afstand (m) | Goud    | Goud                         | Zilver  | Zilver                  | Brons   | Brons                 |
| ------- | ----------- | ------- | ---------------------------- | ------- | ----------------------- | ------- | --------------------- |
| F11/12  | 14,78       | UZB     | Safiya Burkhanova            | ITA     | Assunta Legnante        | MEX     | R. Valenzuela Álvarez |
| F20     | 14,39       | ECU     | P.I. Mendes Sanchez          | UKR     | Anastasiia Mysnyk       | ECU     | Anais Mendez          |
| F32     | 7,61        | UKR     | Anastasiia Moskalenko        | POL     | Róża Kozakowska         | RPC     | Evgeniia Galaktionova |
| F33     | 7,10        | ALG     | Asmahane Boudjadar           | MAR     | Fouzia El Kassioui      | AUS     | Maria Strong          |
| F34     | 9,19        | CHN     | Zou Lijuan                   | POL     | Lucyna Kornobys         | MAR     | Saida Amoudi          |
| F35     | 12,24       | UKR     | Mariia Pomazan               | BRA     | M.O. da Nobrega         | CZE     | Anna Luxová           |
| F36     | 11,03       | RPC     | Galina Lipatnikova           | ESP     | Miriam Martínez Rico    | CHN     | Wu Qing               |
| F37     | 15,12       | NZL     | Lisa Adams                   | CHN     | Mi Na                   | CHN     | Li Yingli             |
| F40     | 8,75        | POL     | Renata Śliwińska             | TUN     | Nourhein Belhaj Salem   | NGR     | Lauritta Onye         |
| F41     | 10,55       | TUN     | Raoua Tlili                  | COL     | Mayerli Buitrago Ariza  | ARG     | Antonella Ruiz Diaz   |
| F54     | 8,33        | CHI     | Francisca Mardones Sepulveda | MEX     | Gloria Zarza Guadarrama | UZB     | Nurkhon Kurbanova     |
| F56/57  | 11,29       | ALG     | Safia Djelal                 | CHN     | Xu Mian                 | NGR     | Eucharia Iyiazi       |

### Hoogspringen
| Vrouwen   | Vrouwen    | Vrouwen | Vrouwen                   | Vrouwen | Vrouwen                  | Vrouwen | Vrouwen                                                          |
| Klasse    | Hoogte (m) | Goud    | Goud                      | Zilver  | Zilver                   | Brons   | Brons                                                            |
| --------- | ---------- | ------- | ------------------------- | ------- | ------------------------ | ------- | ---------------------------------------------------------------- |
| T45/46/47 | 2,15       | USA     | Roderick Townsend-Roberts | IND USA | Nishad Kumar Dallas Wise |         | de zilveren medaille werd gedeeld, het brons is niet uitgereikt. |
| T63       | 1,88       | USA     | Sam Grewe                 | IND     | Mariyappan Thangavelu    | IND     | Sharad Kumar                                                     |
| T64       | 2,10       | GBR     | Jonathan Broom-Edwards    | IND     | Praveen Kumar            | POL     | Maciej Lepiato                                                   |

### Verspringen
| Mannen    | Mannen      | Mannen | Mannen                       | Mannen | Mannen                    | Mannen | Mannen                     |
| Klasse    | Afstand (m) | Goud   | Goud                         | Zilver | Zilver                    | Brons  | Brons                      |
| --------- | ----------- | ------ | ---------------------------- | ------ | ------------------------- | ------ | -------------------------- |
| F11       | 6,47        | CHN    | Di Dongdong                  | USA    | Lex Gillette              | FRA    | Ronan Pallier              |
| F12       | 7,21        | IRI    | Amir Khosravani              | CUB    | Leinier Savon Pineda      | AZE    | Said Najafzade             |
| F13       | 7,36        | AZE    | Orkhan Aslanov               | ESP    | Iván José Cano Blanco     | USA    | Isaac Jean-Paul            |
| F20       | 7,45        | MAS    | Evgenii Torsunov             | GRE    | Athanasios Prodromou      | AUS    | Nicholas Hum               |
| F36       | 5,76        | RPC    | Jewgeni Torsunow             | NZL    | William Stedman           | UKR    | Roman Pawlyk               |
| F37       | 6,59        | UKR    | Vladyslav Zahrebelnyi        | ARG    | Brian Lionel Impellizzeri | BRA    | Mateus Evangelista Cardoso |
| F38       | 7,13        | CHN    | Zhu Dening                   | CHN    | Zhong Huanghao            | COL    | José Gregorio Lemos        |
| T45/46/47 | 7,46        | CUB    | Robiel Yankiel Sol Cervantes | USA    | Roderick Townsend-Roberts | RPC    | Nikita Kotukov             |
| T61/63    | 7,17        | RSA    | Ntando Mahlangu              | GER    | Léon Schäfer              | DEN    | Daniel Wagner              |
| T64       | 8,18        | GER    | Markus Rehm                  | FRA    | Dimitri Pavadé            | USA    | Trenten Merrill            |

| Vrouwen   | Vrouwen     | Vrouwen | Vrouwen                    | Vrouwen | Vrouwen              | Vrouwen | Vrouwen            |
| Klasse    | Afstand (m) | Goud    | Goud                       | Zilver  | Zilver               | Brons   | Brons              |
| --------- | ----------- | ------- | -------------------------- | ------- | -------------------- | ------- | ------------------ |
| F11       | 5,00        | BRA     | Silvania Costa de Oliveira | UZB     | Asila Mirzayorova    | UKR     | Julija Pawlenko    |
| F12       | 5,54        | UKR     | Oxana Zubkowska            | ESP     | Sara Martinez        | ALG     | Lynda Hamri        |
| F20       | 6,03        | POL     | Karolina Kucharczyk        | RPC     | Aleksandra Ruchkina  | CRO     | Mikela Ristoski    |
| F37       | 5,13        | CHN     | Wen Xiaoyan                | USA     | Jaleen Roberts       | RPC     | Anna Saposchnikowa |
| F38       | 5,63        | HUN     | Luca Ekler                 | RPC     | Margarita Goncharova | GBR     | Olivia Breen       |
| F45/46/47 | 5,76        | NZL     | Anna Grimaldi              | RPC     | Aleksandra Moguchaia | ECU     | Kiara Rodriguez    |
| F63       | 5,28        | AUS     | Vanessa Low                | ITA     | Martina Caironi      | SUI     | Elena Kratter      |
| F64       | 6,16        | NED     | Fleur Jong                 | FRA     | Marie-Amélie Le Fur  | NED     | M. van Gansewinkel |

Atletiek · Badminton · Bankdrukken · Basketbal · Boccia · Boogschieten · Goalball · Judo · Kanovaren · Paardensport · Roeien · Rugby · Schermen · Schietsport · Taekwondo · Tafeltennis · Tennis · Triatlon · Voetbal · Volleybal · Wielersport · Zwemmen
Rome 1960 ·
Tokio 1964 ·
Tel Aviv 1968 ·
Heidelberg 1972 ·
Toronto 1976 ·
Arnhem 1980 ·
New York & Stoke Mandeville 1984 ·
Seoel 1988 ·
Barcelona 1992 ·
Atlanta 1996 ·
Sydney 2000 ·
Athene 2004 ·
Peking 2008 ·
Londen 2012 ·
Rio de Janeiro 2016 ·
Tokio 2020 ·
Parijs 2024 ·
Los Angeles 2028